# Тугустемірська сільська рада
Тугустемі́рська сільська рада (рос. Тугустемирский сельский совет) — сільське поселення у складі Тюльганського району Оренбурзької області Росії.
Адміністративний центр — село Тугустемір.

## Населення
Населення — 752 особи (2019; 908 в 2010, 1214 у 2002).

## Склад
До складу сільської ради входять:
| Населений пункт             | Населення, осіб (2002) | Населення, осіб (2010) |
| --------------------------- | ---------------------- | ---------------------- |
| Калінін, хутір              | 145                    | 100                    |
| Нова Барангуловка, присілок | 134                    | 85                     |
| Новий Турай, хутір          | 39                     | 34                     |
| Старий Турай, хутір         | 103                    | 94                     |
| Тугустемір, село            | 793                    | 595                    |